# Das Rätsel der grünen Spinne
Das Rätsel der grünen Spinne ist ein deutscher Spielfilm von Franz Marischka aus dem Jahr 1960. Im Vorspann wird er als „Musikkrimi“ angekündigt. Er entstand zu Beginn der Edgar-Wallace-Krimiwelle.

## Handlung
Im Lokal Die grüne Spinne wird Sängerin Maria Moulin kurz nach ihrem Auftritt erschossen in ihrer Garderobe gefunden. Neben ihr liegt die ohnmächtige Kellnerin Yvonne. Niemand hat den Schuss richtig gehört, spielte Trompeter Ted Wagner doch währenddessen sein bekanntes Trompetensolo. Die Tänzer Lilly und Alex hörten im Nebenraum zwar ein Geräusch, dachten jedoch, ein Stuhl sei umgefallen. Garderobenfrau Berta wiederum scheint wie immer betrunken zu sein. Barinhaberin Elena kommt als Täterin nicht infrage, da sie zwar in ihrem Büro war, dieses jedoch keine Verbindungstür zu Marias Garderobe hat. Während der Geschehnisse ist Reporter Peter Thorsten in der Bar. Er verspricht in Absprache mit dem Ermittler Kommissar Bock, zunächst nichts in der Zeitung zum Fall zu veröffentlichen.
In der Grünen Spinne scheinen zahlreiche Personen Geheimnisse zu haben. Alex besticht Berta mit Alkohol, damit sie nichts verrät: Er hat ein Verhältnis mit Kellnerin Anita, das er vor seiner Verlobten Lilly geheim halten will. Elena und Ted Wagner waren einst ein Paar, bevor Ted ins Ausland ging. Nach seiner Rückkehr kam er mit Maria zusammen, doch wollte auch Elena die Beziehung fortsetzen. Peter Thorsten findet heraus, dass Elena und Maria sich bereits seit Jahren kannten, obwohl Elena vor Bock vorgab, dass Maria ihr nahezu unbekannt war. Elena macht deutlich, dass sie Maria hasste. Ging Bock zunächst von Selbstmord aus, erkennt er durch die fingerabdrucklose Pistole, dass doch ein Mord geschehen ist. Peter findet unterdessen heraus, dass ein Geheimgang zwischen Elenas Büro und Marias Garderobe existiert.
An Mord glaubt auch Yvonne, die einen sehr nervösen Eindruck macht. Sie vertraut sich schließlich Peter an: Vor fünf Jahren starb ihre Mutter ganz ähnlich wie Maria. Damals glaubte nur sie an Mord und wurde deswegen zwei Jahre in die Psychiatrie gesteckt. Sie hatte kurz vor dem Tod ihrer Mutter eine andere Person in ihrem Zimmer gehört, die eine charakteristische Melodie pfiff. Maria kannte die Melodie auch, sodass Yvonne sie am Nachmittag vor ihrem Tod um eine Unterredung bat und ihr vom Tod ihrer Mutter vor fünf Jahren erzählte. Maria sei blass geworden und habe angekündigt, am Abend „Schluss machen“ zu wollen. Sie pfiff die Melodie, als sie am Abend nach ihrem Auftritt in ihre Garderobe ging.
Garderobenfrau Berta weiß, wer der Mörder ist, und bittet Peter um eine Unterredung in einer halben Stunde. Yvonne bringt der neuen Sängerin Penny Sekt und zweigt für Berta heimlich ein Glas ab. Kurz danach, wieder während des Trompetensolos von Ted Wagner, stirbt Berta. Im Sekt war Zyankali. Bei Berta findet sich ein Drohbrief, der auf Yvonnes Briefpapier verfasst wurde. Yvonne gilt nun als tatverdächtig, doch hat Peter Zweifel. Er deckt sie und veröffentlicht in seiner Zeitung gleichzeitig einen Artikel, in dem er Yvonne als Mörderin darstellt. Da der Fall offiziell als gelöst gilt, darf die Grüne Spinne wieder öffnen. Kommissar Bock weiß jedoch wie Peter, dass Yvonne nicht die Mörderin ist. Er glaubt vielmehr, dass Trompeter Ted Wagner die Taten begangen hat, auch wenn er ihn noch nicht überführen konnte, blies Ted doch während der Morde scheinbar stets Trompete, auch wenn die Bühne verdunkelt war und nur seine Trompete angeleuchtet wurde. Beim Trompetensolo während der Wiedereröffnungsfeier sind alle wachsam; Peter erleuchtet mitten im Stück die Bühne. Ein Double bläst anstelle von Ted die Trompete. Ted wiederum hat hinter der Bühne Yvonne aufgespürt, die ihn mit einer Pistole in Schach hält. Er gibt zu, ihre Mutter getötet zu haben, da er ihre Liebe nicht mehr aushielt. Maria musste sterben, weil sie Verdacht geschöpft hatte, während Elenas Tod vor allem Yvonne belasten sollte. Ted versucht, Yvonne zu töten, wird jedoch von Peter und Bock überwältigt.
Yvonne und Peter heiraten. Die Grüne Spinne wird von Hazy Osterwald übernommen und als Blaue Bohne neueröffnet.

## Produktion
Das Rätsel der grünen Spinne ist eine Mischung aus Schlagerfilm und Kriminalfilm. Die Kostüme schuf Helga Billian, die Filmbauten stammen von Otto Pischinger und Herta Hareiter. Als Choreograph fungierte Mario del Marius. Der Film kam am 23. August 1960 in die bundesdeutschen Kinos.
Im Film sind zahlreiche Schlager zu hören:
- Angèle Durand: Ave Maria No Morro
- Will Brandes: Du bist schön; Hallo Fräulein Amerika
- Detlef Engel: Oh, Mister Blue
- Peter Körber: Ja so streng sind in Texas die Bräuche
- Eva Iro: Luna del Rio
- Billy Mo: On The Sunny Side Of The Street
- Tony Sandler: Oh, Donna Michaela
- Dany Mann: Aber Nachts um Vier
- Bill Ramsey: Telefon aus Paris
- Jochen Brauer Sextett: Ave Maria No Morro
- Jean Thomé und Jochen Brauer: Und sowas läuft noch frei herum
- Jacqueline Boyer: Comme au premier jour
- Bettina Schön: Ave Maria No Morro
- Hazy Osterwald und Band: In der Bar zur blauen Bohne
- Heinz Schachtner: Das Geheimnis der grünen Spinne (Trompete, instrumental)

## Kritik
Für die Filmblätter war Das Rätsel der grünen Spinne eine „seltsame, nicht uninteressante Mixtur aus Musik und Mord“. „Die dürftige Kriminalunterhaltung wird durch einige parodistische Einlagen und viel Musik aufgelockert“, fasste der film-dienst zusammen. „Bar jeder Vernunft, spinnert und nur zum Grünärgern!“, stellt Cinema fest.